# Mahmoud Namdjou
Mahmoud Namdjou, né le 22 septembre 1918 et mort le 21 janvier 1989 à Téhéran, est un haltérophile iranien.

## Palmarès
- Jeux olympiques d'été de 1952 à Helsinki (Finlande):
  -  Médaille d'argent en moins de 56 kg.
- Jeux olympiques d'été de 1956 à Melbourne (Australie):
  -  Médaille de bronze en moins de 56 kg[1].